# Marbäcks kyrka, Småland

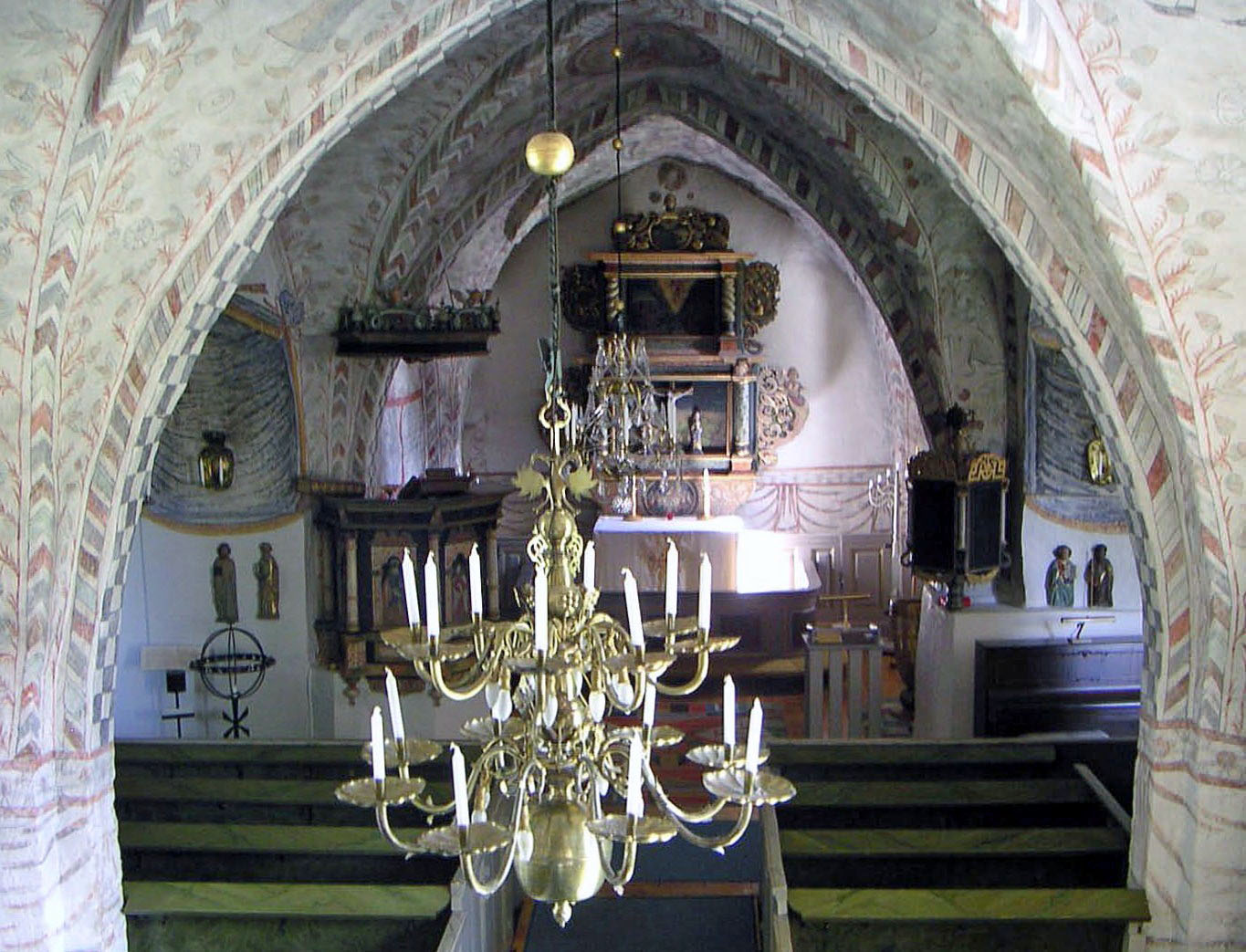
Marbäcks kyrka, interiör.

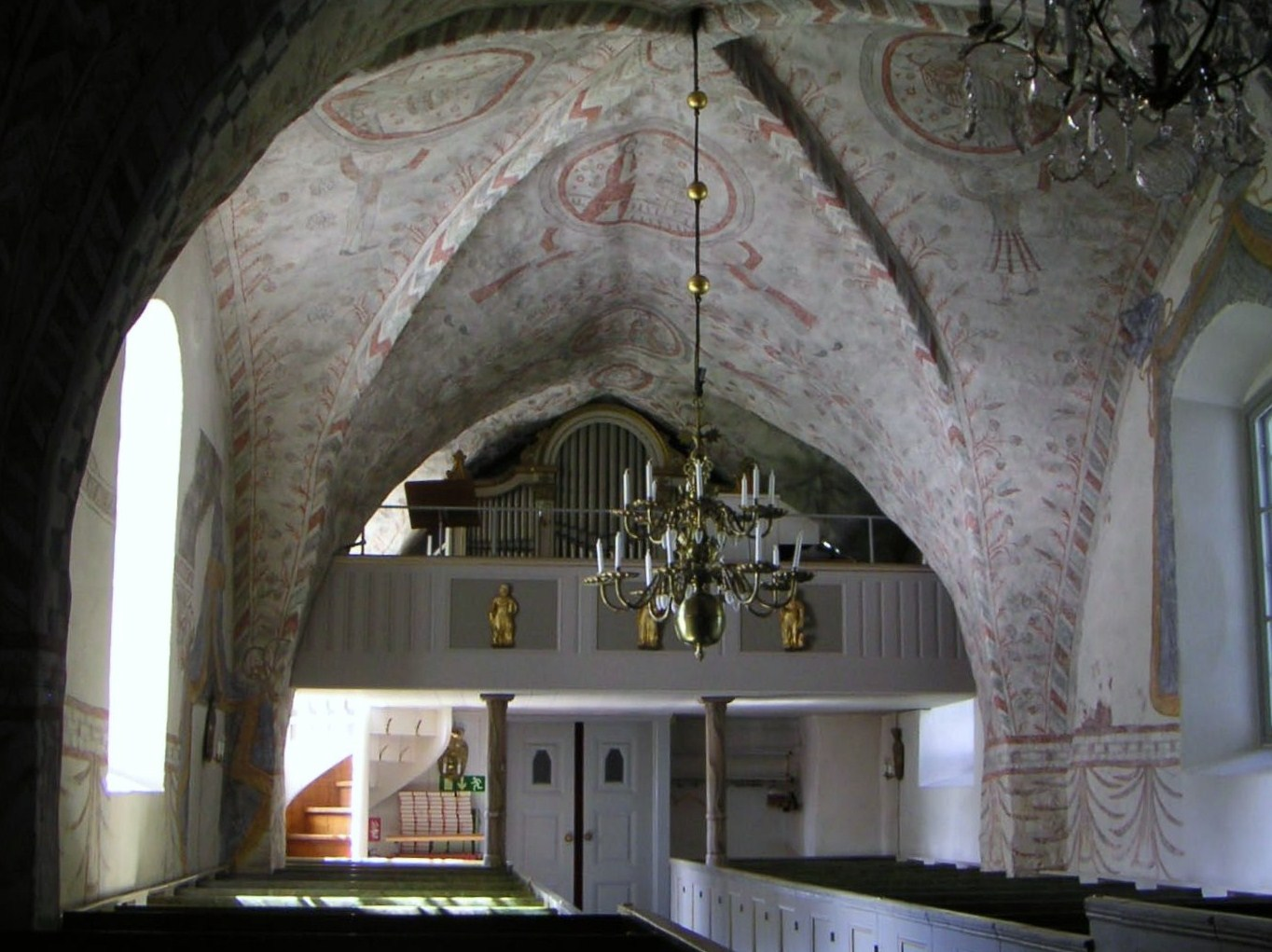
Interiör med orgeln under valven med Amundgruppens målningar.

Marbäcks kyrka är en kyrkobyggnad i Aneby kommun. Den är församlingskyrka i Aneby församling i Linköpings stift.

## Kyrkobyggnaden
Marbäcks kyrka är vackert belägen nära sjön Ralången. Kyrkans långhus och raktslutande kor  uppfördes  av gråsten under senare delen av 1100-talet. Under  1400-talet slogs tegelvalv och en sakristia  byggdes. 1671 och 1698  utökades kyrkan med korsarmar och vapenhus av trä. Vapenhuset ersattes 1879 av den nuvarande tornet av sten med lanternin och hög spira. 1913 byggdes korsarmarna om i sten. Kyrkorummets valv pryds av kalkmålningar, troligen utförda av mäster Amund eller några  målare i hans efterföljd under 1500-talets första fjärdedel. Motivet är skapelseberättelsen. 1773 utfördes draperimålningar av kyrkomålaren Daniel Meijer.

## Inventarier

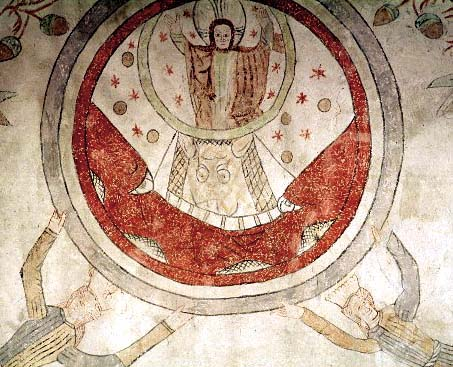
Inledningen till Skapelseberättelsen, dag 1 : Gud skiljer ljuset från mörkret, och Gud kallar ljuset för "dag" och mörkret för "natt".

- Inledningen till Skapelseberättelsen, dag 1 : Gud skiljer ljuset från mörkret, och Gud kallar ljuset för "dag" och mörkret för "natt".Altaruppsatsen  i renässansstil är utförd 1684 av Fritzberger. Motiven utgörs av Nattvarden, Korsfästelsen, Uppståndelsen och Himmelsfärden.
- Predikstolen med ljudtak  är ett verk från 1600-talet.
- Dopfunten är ritad 1961 av konstnär Georg Trapp, Gränna.

## Orglar
- 1859 byggde Erik Nordström en orgel med 7 stämmor.
- Läktarorgeln med fasad från  Nordströms orgel 1859, har ett verk byggt 1948 av M J och H. Lindegren. Den är pneumatisk.

| Huvudverk I      | Svällverk II       | Pedal       | Koppel   |
| Principal 8’     | Gedackt 8’         | Subbas 16’  | I/P      |
| Flute d'amour 8’ | Fugara 8’          | Koralbas 4’ | II/P     |
| Oktava 4’        | Gemshorn 4’        |             | II/I     |
| Mixtur 3 kor     | Svegel 2’          |             | II 16'/I |
|                  | Sesquialtera 2 kor |             | II 4'/I  |
|                  | Tremulant          |             |          |

### Kororgeln
- Kororgeln från 1978 är byggd av Nels Munck Mogensen, Hovmantorp. Orgeln är mekanisk.

| Manual I          | Pedal       | Koppel     |  |
| Gedackt 8’        | Subbas 16’  | Man/Ped    |  |
| Rörflöjt 4’       | Rörflöjt 8’ | Gedackt 8’ |  |
| Svegel 2’         |             |            |  |
| Quint 1 1⁄3’      |             |            |  |
| Sivflöjt 1’       |             |            |  |
| Crescendosvällare |             |            |  |

## Galleri

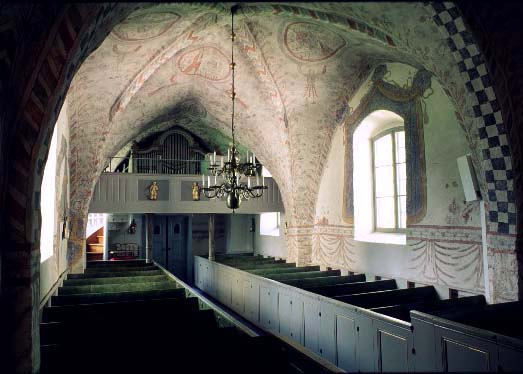
Skapelseberättelsen i taket och långhusets bänkar.
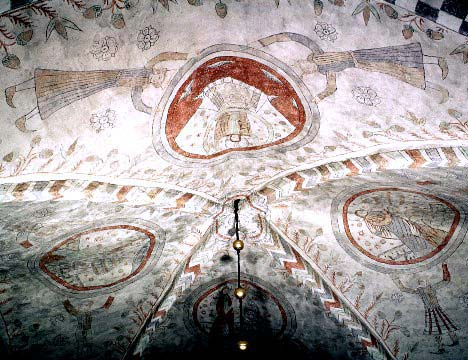
Valv målat av Amunds grupp på tidigt 1500-tal
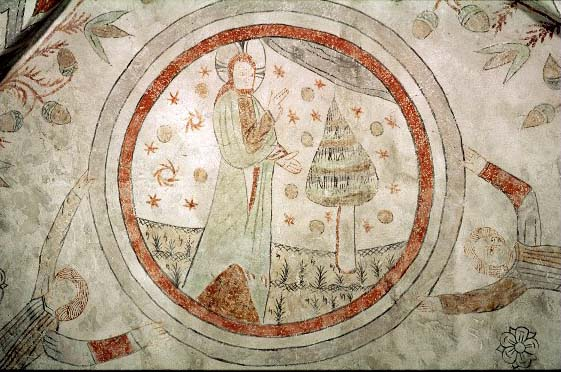
Gud skapar himmel och jord
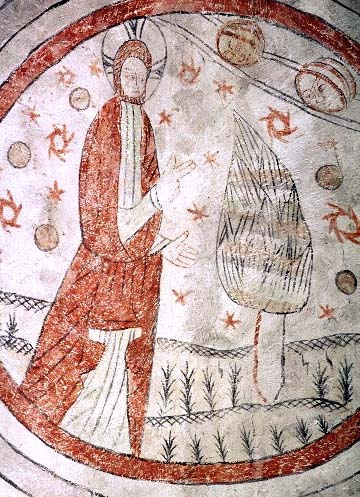
Skapelsen av himlakropparna
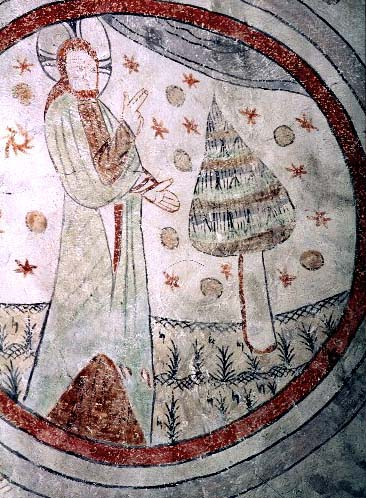
Himmel och jord
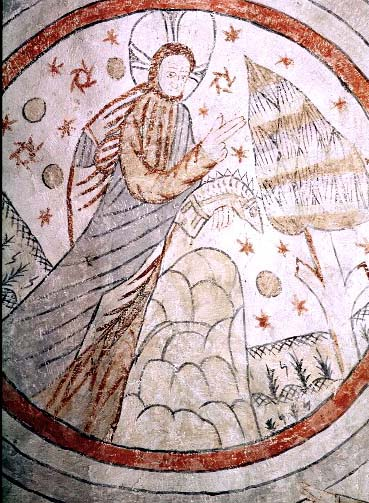
Gud skapar alla vattenlevande djur
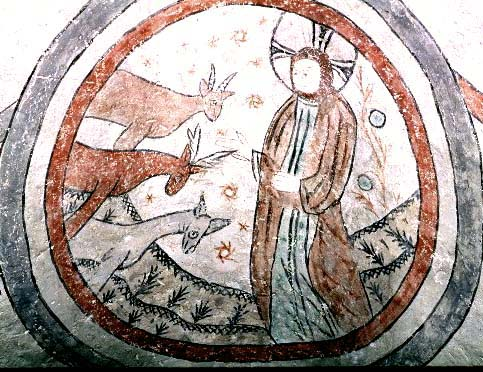
Gud skapar de marklevande djuren: vilda djur, boskapsdjur och kräldjur efter sina slag.
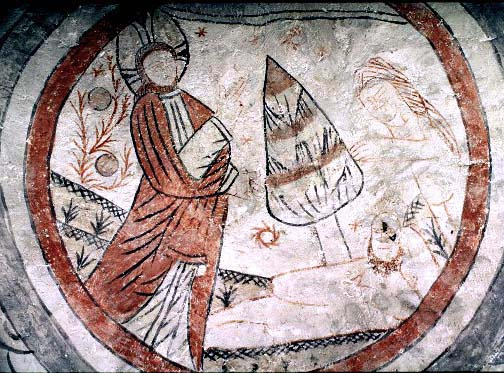
Dag 6: Gud skapar människan till sin avbild. (Eva)
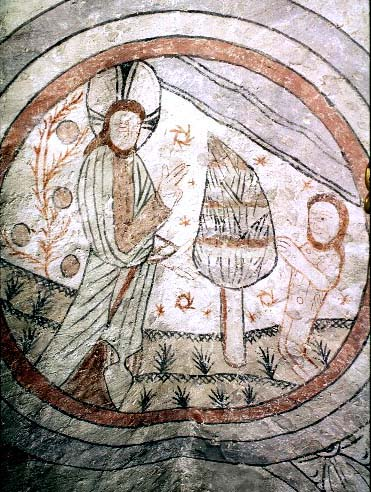
Adam
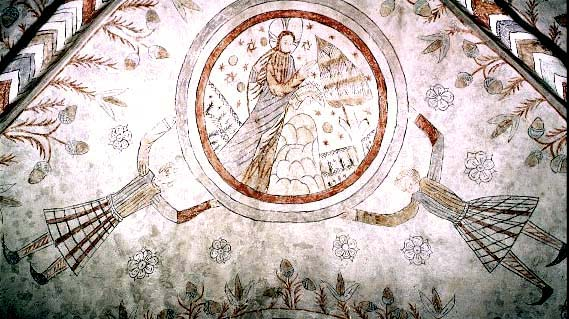
Medaljongbärare håller upp skapelsen av fiskarna.
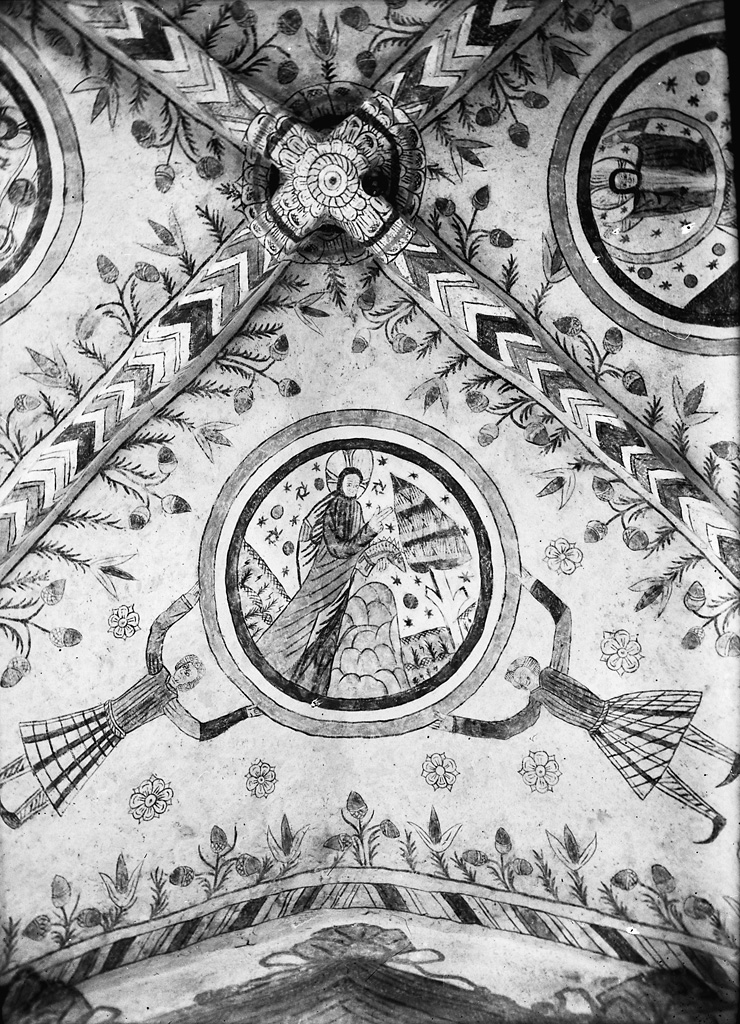
Målningarna 1946
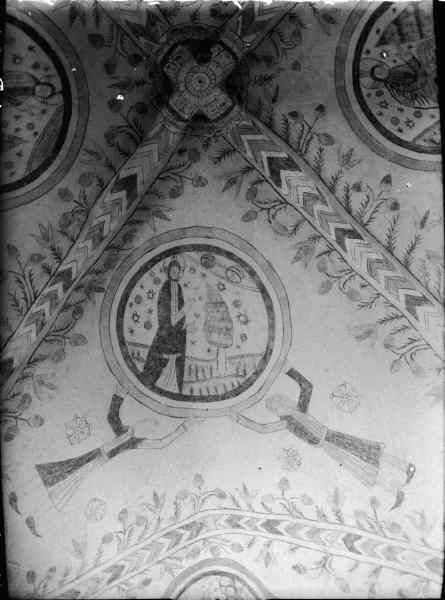
1946